# Episodi di Professione pericolo (quarta stagione)
La quarta stagione della serie televisiva Professione pericolo è stata trasmessa in prima visione negli Stati Uniti d'America da ABC tra il 1984 e il 1985.
| nº | Titolo originale         | Titolo italiano | Prima TV USA      | Prima TV Italia |
| -- | ------------------------ | --------------- | ----------------- | --------------- |
| 1  | Losers Weepers: Part 1   |                 | 19 settembre 1984 |                 |
| 2  | Losers Weepers: Part 2   |                 | 19 settembre 1984 |                 |
| 3  | Stranger Than Fiction    |                 | 26 settembre 1984 |                 |
| 4  | Prisoner                 |                 | 10 ottobre 1984   |                 |
| 5  | Terror U.                |                 | 17 ottobre 1984   |                 |
| 6  | Private Eyes             |                 | 24 ottobre 1984   |                 |
| 7  | October the 31st         |                 | 31 ottobre 1984   |                 |
| 8  | Sandcastles              |                 | 7 novembre 1984   |                 |
| 9  | Dead Bounty              |                 | 14 novembre 1984  |                 |
| 10 | San Francisco Caper      |                 | 21 novembre 1984  |                 |
| 11 | Baja 1000                |                 | 28 novembre 1984  |                 |
| 12 | The Winner               |                 | 19 dicembre 1984  |                 |
| 13 | Semi-Catastrophe         |                 | 2 gennaio 1985    |                 |
| 14 | Her Bodyguard            |                 | 9 gennaio 1985    |                 |
| 15 | I Love Paris             |                 | 16 gennaio 1985   |                 |
| 16 | Sheriff Seavers          |                 | 23 gennaio 1985   |                 |
| 17 | Tailspin                 |                 | 30 gennaio 1985   |                 |
| 18 | High Orbit               |                 | 6 febbraio 1985   |                 |
| 19 | Rockabye Baby            |                 | 13 febbraio 1985  |                 |
| 20 | Spring Break             |                 | 20 febbraio 1985  |                 |
| 21 | Split Image              |                 | 27 febbraio 1985  |                 |
| 22 | The Skip Family Robinson |                 | 6 marzo 1985      |                 |
| 23 | Reel Trouble             |                 | 10 aprile 1985    |                 |